# Kuhmo
Kuhmo este o comună din Finlanda.